# Râul Faraony
Faraony ste un râu în Fitovinany, estul Madagascarului. Curge în jos de la zonele înalte centrale în Oceanul Indian. Curge prin Manampatrana, Vohimanitra, Mahabako, Sahasinaka, Mahavoky, Vohimasina și se varsă la sud de Namorona în Oceanul Indian.

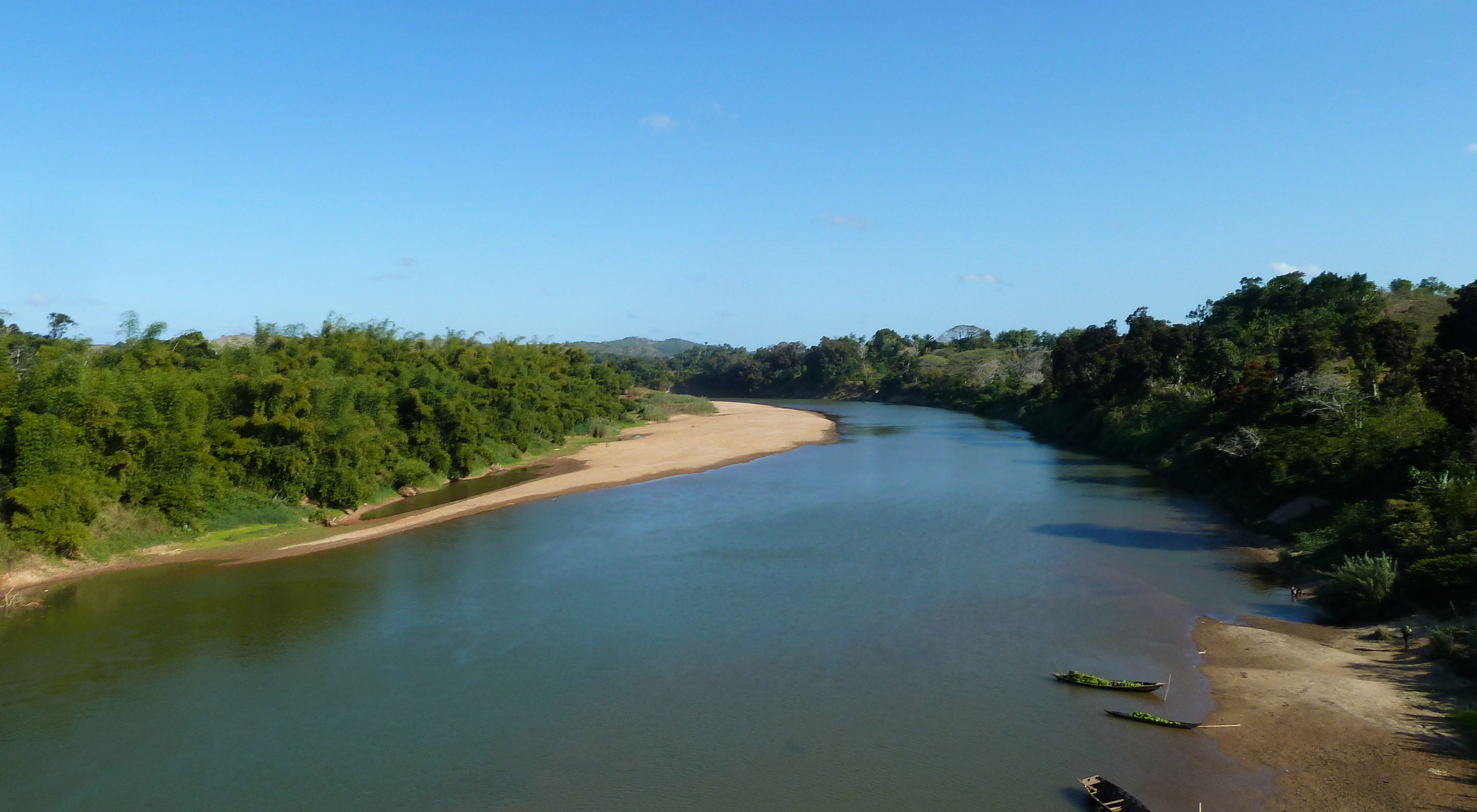
Faraony la RN 12

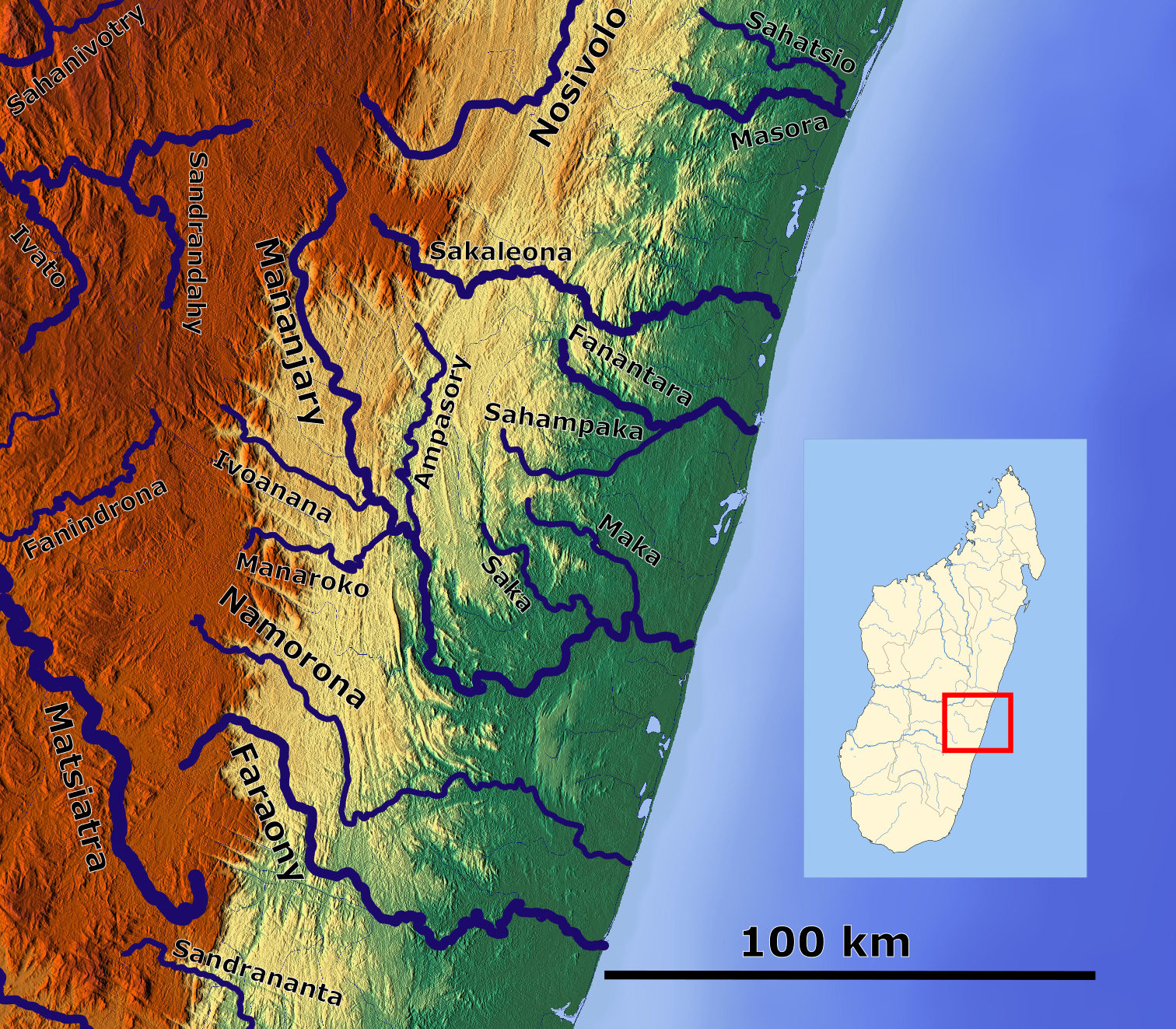
Bazinul Faraony

## Hidrometrie
Debitul râului Faraony a fost măsurat (în m³/s) la stația hidrologică Ferry Vohilava în cea mai mare parte a bazinului hidrografic, în medie pe anii 1960-1976
|  | Graficele sunt indisponibile din cauza unor probleme tehnice. Mai multe informații se găsesc la Phabricator și la wiki-ul MediaWiki. |